# In the Shadow of the Stars
Pour plus de détails, voir Fiche technique et Distribution.
In the Shadow of the Stars est un film documentaire américain réalisé par Allie Light (en) et Irving Saraf (en), sorti en 1991.

## Synopsis
Le documentaire décrit la vie de différents membres d'une chorale de l'Opéra de San Francisco.

## Fiche technique
- Réalisation : Allie Light (en) et Irving Saraf (en)
- Image : Michael Chin
- Durée : 93 minutes
- Musique : Mozart, Igor Stravinsky, Giuseppe Verdi[1]
- Distribution :  Docurama - New Video
- Date de sortie : 14 août 1991

## Distribution
- William S. Jones : lui-même

## Nominations et récompenses
- Oscar du meilleur film documentaire en 1992
- Nommé au Festival du film de Sundance en 1991